# Silenga
Silenga est un village situé dans la commune de Andemtenga de la province de Kouritenga dans la région du Centre-Est au Burkina Faso.